# Julien Cain
Pour les articles homonymes, voir Cain (homonymie).
 (septembre 2014).
Julien Cain est un haut fonctionnaire français, né le 10 mai 1887 à Montmorency, et, mort le 9 octobre 1974 dans le 8e arrondissement de Paris.

## Les débuts
Fils d'un imprimeur israélite parisien d'origine lorraine, élève du philosophe Alain (Émile Chartier) au lycée Condorcet, Julien Cain suit des études d'histoire à la Sorbonne. Agrégé d’histoire en 1911, il enseigne pendant un an au lycée de Toulon puis suit les cours de l'École du Louvre et ceux d'Émile Bertaux à la Sorbonne, dans le but de devenir historien d'art. Mobilisé en 1914 dans l'Infanterie, il est grièvement blessé en 1916 et reçoit la Légion d'honneur des mains du président de la République Poincaré. Déclaré inapte au service actif après deux opérations, il est affecté en 1917 au service de documentation étrangère commun aux ministères de la Guerre et des Affaires étrangères : il en prend la tête en 1919 après sa démobilisation et y travaille jusqu’en 1927.
Grâce à cette expérience et à un solide réseau social, il devient en 1927 directeur du cabinet de Fernand Bouisson, président (SFIO) de la Chambre des députés. Il y donne satisfaction et contribue notamment à réconcilier Édouard Herriot et Léon Blum.

## Le premier passage à la «Nationale»
C'est sur la recommandation de ce dernier que Julien Cain est nommé en 1930 administrateur général de la Bibliothèque nationale avec pour mission de réorganiser une institution qui s’ankylose.
Il met aussitôt au point un plan de rénovation de la Bibliothèque nationale, qu'il réalise pour l'essentiel avant 1935. Ce sont d'abord de grandes transformations architecturales : construction d'une annexe à Versailles, aménagement des souterrains de la rue de Richelieu dans lesquels sont installées une salle de travail de la réserve et une salle des catalogues, installation du Département des estampes et de la photographie et du Département des Manuscrits dans de nouveaux locaux, rénovation des galeries Mansart et Mazarine. Ce sont, ensuite, de grandes expositions : non limitées aux arts plastiques, mais ouvertes à la littérature, à la musique comme à tous les arts, ces expositions, d'un genre inédit, donnent une vie nouvelle à la « BN », l'ouvrent à un public élargi.
La rue des Petits-Champs, où il a son domicile de fonction, devient un salon où se côtoient artistes, écrivains, hommes politiques et diplomates, sans exclusive ni sectarisme. Aux beaux jours, c'est dans la propriété de Louveciennes, que sa femme Lucienne a héritée de sa famille, qu'il reçoit. « On se trouvait un peu au Louveciennes comme au Marly de Louis XIV » écrivit un visiteur[réf. nécessaire]. Julien Cain devint ainsi un intermédiaire entre les écrivains, les artistes, et les pouvoirs publics.
En 1936-1937, Julien Cain se trouve étroitement associé à l'ambitieuse et généreuse politique culturelle du Front populaire. Il est chargé par Jean Zay, ministre de l'Éducation nationale, de promouvoir une action en faveur du livre et des bibliothèques. C'est ainsi qu'il crée le Comité national du livre illustré, le Comité national de la gravure française, le Service d'achat des livres pour les bibliothèques publiques, le Bureau d'information sur les bibliothèques. Il développe les bibliobus et les bibliothèques pour enfants. Il participe également à l'organisation de l'Exposition universelle de 1937, pour laquelle il fait de la Bibliothèque nationale un « Musée de la Littérature ». C'est à cette occasion que Paul Valéry écrivit de lui : « Qu’aurions-nous fait sans l’action constante, l’énergie persuasive, égale et irrésistible, de M. Julien Cain, administrateur de notre Bibliothèque nationale, dont il a transformé tout le fonctionnement et qu’il a rendue, par un progrès constant de ses dispositions et de ses aménagements, enfin digne des richesses incomparables qu’elle renferme, et l’égale des plus parfaites à l’étranger ? Il est, sans doute, l’homme de France auquel l’organisation des lettres doit le plus. »
Son activité déborde le cadre national, puisqu'il est également membre de la commission de Coopération intellectuelle de la Société des Nations. Il se rend fréquemment à Genève à ce titre. Son élévation, en novembre 1938, à la dignité de Grand officier de la Légion d'honneur, marque la reconnaissance de l'État envers l'œuvre accomplie.

## Guerre et déportation
En mars 1940, Julien Cain est nommé secrétaire général de l’Information par le nouveau président du Conseil Paul Reynaud. Refusant la défaite, il embarque le 21 juin à bord du Massilia avec des parlementaires comme Georges Mandel, Jean Zay, Pierre Mendès France déterminés de continuer à repousser l'armée allemande, mais depuis l'Afrique du Nord.
Laissé libre après le retour forcé du paquebot en rade de Marseille, il apprend presque aussitôt sa révocation de ses fonctions d'administrateur général de la Bibliothèque nationale par le gouvernement de Vichy, qui nomme à sa place Bernard Faÿ, un professeur au Collège de France. Après être demeuré quelque temps à Clermont-Ferrand, en zone non occupée, il regagne Paris le 16 août, et s'installe dans un petit logement au 83, rue de Monceau.
Le 12 février 1941, à la suite de la publication d'un « potin » dans le journal collaborateur Le Matin, Julien Cain est arrêté à son domicile par la police allemande et incarcéré à la prison de la Santé. Il saura plus tard qu'il a été arrêté pour « agissements anti-allemands » et que les autorités d'occupation ont constitué un dossier le concernant où il est qualifié de Mittelsmann der de Gaulle Bewegung. Le 9 juin, il est transféré au fort de Romainville, en exécution d'un ordre allemand du 31 mai. Le 20 février 1942, il obtient son hospitalisation à l'hôpital du Val-de-Grâce, mais, début juillet, il est de retour à Romainville.
Le 24 janvier 1944, les Allemands le déportent, depuis Compiègne, au camp de Buchenwald. Il est affecté au block 56, matricule 42170. Une chaîne de solidarité, constituée surtout par les communistes français du camp, en tête desquels Marcel Paul, l'arrachera à la mort en lui évitant les transports meurtriers. « Hospitalisé » par le Docteur Joseph Brau, radiologue du revier courant février, il peut se remettre d'une angine qui pouvait évoluer de façon dramatique. Il est affecté à des tâches de traducteur, aux archives politiques du camp. Au milieu des pires horreurs, il conserve sa foi dans l'avenir et l'insuffle à ses camarades auxquels il lit Valéry, Maupassant, Goethe, Schiller..., ne perdant jamais l'espoir d'être « l'an prochain, à la Nationale ». Mais c'est en vain qu'il tente de sauver le poète Robert Desnos en transit à Buchenwald.
Le 11 avril 1945, à l'approche des troupes américaines, la résistance intérieure libère le camp de Buchenwald. Rapatrié, Julien Cain retrouve aussitôt son poste d'administrateur général de la « BN ». Dès le 16 novembre, il est à Londres, où il participe à la création de l'UNESCO, dont il sera élu vice-président du conseil exécutif l'année suivante. Le 12 mars 1946, il est nommé directeur des Bibliothèques de France et de la Lecture publique, fonction créée au début de 1945 et confiée d'abord à titre intérimaire à Marcel Bouteron. Julien Cain cumulera cette charge avec celle d'administrateur général de la Bibliothèque nationale.

## Retour à la Bibliothèque nationale de France
Avec les faibles crédits dont il dispose en cet après-guerre, il reprend les chantiers interrompus de la « B.N. ». Dès 1946, il peut inaugurer le Département des Estampes. Il achève le Département des Cartes et Plans, reprend, en 1950, le travail de surélévation du magasin central des Imprimés, qu'accomplissent successivement les architectes Roux-Spitz et Chatelin. En 1952, il obtient les crédits qui permettent la construction d'un second bâtiment à Versailles, destiné à recevoir les périodiques et les imprimés, et qui est achevé dès 1953. Enfin, il s'attelle à la construction d'un bâtiment destiné au département de la Musique, qui sera inauguré en 1964. Dès 1947, il reprend les expositions « type Julien Cain », touchant à tous les domaines de l'art : peinture, gravure, reliure, photographie, musique, théâtre, littérature. Pas une année ne s'écoulera, jusqu'à sa retraite, sans que la « BN » ne célèbre un grand créateur.
Comme directeur des Bibliothèques, Julien Cain est à l'origine de l'ouverture de plus de cent chantiers de bibliothèques municipales et universitaires, pour lesquels il obtient des crédits non sans difficultés. Grand promoteur de l'organisation des bibliothèques de France, il fut aussi vice-président de la Fédération internationale des associations et institutions de bibliothèques (IFLA). Dès 1953, il renoue avec les directeurs des bibliothèques allemands en les invitant à Paris. Pour renforcer l'unité des bibliothèques, il prend l'initiative de lancer, en 1956, le Bulletin des bibliothèques de France (BBF), qui paraît toujours. Ce bulletin a pour but d’informer rapidement les bibliothécaires au sujet de l’activité professionnelle et de devenir un véritable outil de travail et d’expression. Pour Julien Cain, le Bulletin des bibliothèques de France “procède d'un effort collectif et témoigne de l'esprit de rénovation qui anime les bibliothèques.” Bibliophile averti, il participe à Munich en 1959 au premier congrès international des bibliophiles et organise le second à Paris en 1961. Il prépare les statuts de l'Association internationale des bibliophiles, dont il est élu président en 1963.
Son activité se déploie dans de multiples organismes : il est nommé en 1957 membre du Conseil de l'Ordre des Arts et des Lettres ; en 1958, il devient président de la Commission française de l'UNESCO et préside la Commission consultative internationale de bibliographie, documentation et terminologie de cet organisme. Il fut aussi président de la Caisse nationale des Lettres, membre du Conseil des Musées nationaux, du Conseil supérieur des Monuments historiques, du Conseil supérieur des beaux-arts, de la Commission des Archives diplomatiques, du Conseil supérieur de la Radio-Diffusion (1959), du Conseil culturel du Cercle Culturel de Royaumont (1953).
Il eut aussi l'occasion de revenir à l'Histoire, sa vocation première, comme président de la commission d'histoire de la Déportation du Comité d'histoire de la Seconde Guerre mondiale et comme président de la Commission d'Histoire économique et sociale de la Révolution française (1959), ainsi que comme président du Comité des travaux historiques et scientifiques, rattaché en 1945 à la Direction des Bibliothèques.
Aux fonctions et aux charges s'ajoutent les honneurs. En 1952, Julien Cain est élu membre de l'Académie des Beaux-Arts (section des membres libres). Il est fait docteur honoris causa par de nombreuses universités étrangères, dont celles de Stockholm et d'Oxford. Il est élevé au rang de grand-croix de la Légion d'honneur en 1957.
En 1960, Julien revient sur sa carrière au cours de l'émission "Vocations" où il retrace ses études, sa carrière et l'impact de la guerre sur l'évolution de sa carrière. 

## Une retraite active
C'est seulement en 1964, à l'âge de soixante-treize ans, qu'il peut quitter ses fonctions d'administrateur de la Bibliothèque nationale et de directeur des Bibliothèques, comme il le souhaitait depuis plusieurs années. La Gazette des beaux-arts consacra en juillet 1966 un numéro spécial à son œuvre et des « Mélanges d'art et de littérature » lui furent offerts, à titre d'hommage, en 1968, sous le titre Humanisme actif, résumant bien son idéal et son œuvre.
Cette retraite n'en fut pas vraiment une. L'année de son départ de la « BN », il est nommé conservateur en chef du musée Jacquemart-André, président de la Commission chargée de l'Inventaire général des monuments et des richesses artistiques de la France et membre du conseil d'administration de l'ORTF. Au musée Jacquemart-André, il continue d'organiser des expositions dans le style de celles de la « BN », sans négliger aucune forme de culture : la dernière de ces expositions fut consacrée au grand couturier Paul Poiret.
Hospitalisé en avril 1968 à la suite de complications pulmonaires, il se rétablit et demeura actif jusqu'à la fin, bien qu'il dut abandonner ses charges à l'UNESCO. Il s'éteignit le 9 octobre 1974, à son domicile du 83, rue de Monceau. Il est enterré au cimetière de Louveciennes (partie ancienne). Son épouse est décédée en novembre 1974 à 82 ans.
Haut fonctionnaire sous trois républiques, Julien Cain a joué un rôle d’éminence grise auprès du pouvoir politique, grâce à ses qualités mais également par ses réseaux. Il était l'oncle de Lucie Faure, écrivain et épouse d’Edgar Faure, président du Conseil sous la Quatrième République. Après Bracke-Desrousseaux et Vincent Auriol, il présida l'association des Amis de Léon Blum de 1966 à sa mort. Homme de Gauche, il apporta un soutien constant à l'action du général de Gaulle comme président de la Cinquième République.
Son nom a été donné en 2005 à l'une des allées de la Bibliothèque François-Mitterrand (site Tolbiac de la BnF). Il dirigea la rédaction de la Nouvelle histoire de France avec Philippe Daudy.

## Distinctions
- Grand-croix de la Légion d'honneur (28 mars 1957)[6]
- Grand-croix de l'ordre national du Mérite
- Croix de guerre 1914–1918
- Médaille de la Résistance française (14 juin 1946)[7]
- Commandeur de l'ordre des Palmes académiques
- Commandeur de l'ordre des Arts et des Lettres

## Note
1. ↑  Archives du Val-d'Oise, commune de Montmorency, acte de naissance no 45, année 1887 (page 387/416) (avec mention marginale de décès)
2. ↑  Paul Valéry, « Présentation du Musée de la littérature » dans Regards sur le monde actuel, Paris : Gallimard, 1945
3. ↑  Julien Cain, « Avant-propos », sur bbf.enssib.fr, 1er janvier 1956 (consulté le 15 mars 2025)
4. ↑  Décret du 28 mars 1957
5. ↑  Cimetières de France et d'ailleurs.
6. ↑  « Recherche - Base de données Léonore », sur www.leonore.archives-nationales.culture.gouv.fr (consulté le 15 avril 2025)
7. ↑  « Accueil - Mémoire des hommes », sur www.memoiredeshommes.sga.defense.gouv.fr (consulté le 15 avril 2025)